# Понс-де-Леон (Флорида)
Понс-де-Леон (англ. Ponce de Leon) — муниципалитет, расположенный в округе Холмс (штат Флорида, США) с населением в 457 человек по статистическим данным переписи 2000 года.

## География
По данным Бюро переписи населения США муниципалитет Понс-де-Леон имеет общую площадь в 12,95 квадратных километров, водных ресурсов в черте населённого пункта не имеется.
Муниципалитет Понс-де-Леон расположен на высоте 19 м над уровнем моря.

## Демография
По данным переписи населения 2000 года в Понс-де-Леон проживало 457 человек, 131 семья, насчитывалось 200 домашних хозяйств и 233 жилых дома. Средняя плотность населения составляла около 35,29 человек на один квадратный километр. Расовый состав населённого пункта распределился следующим образом: 91,47 % белых, 3,06 % — чёрных или афроамериканцев, 2,41 % — коренных американцев, 1,53 % — представителей смешанных рас, 1,53 % — других народностей. Испаноговорящие составили 2,84 % от всех жителей.
Из 200 домашних хозяйств в 30,0 % воспитывали детей в возрасте до 18 лет, 48,5 % представляли собой совместно проживающие супружеские пары, в 11,5 % семей женщины проживали без мужей, 34,5 % не имели семей. 29,5 % от общего числа семей на момент переписи жили самостоятельно, при этом 14,5 % составили одинокие пожилые люди в возрасте 65 лет и старше. Средний размер домашнего хозяйства составил 2,29 человек, а средний размер семьи — 2,82 человек.
Население муниципалитета по возрастному диапазону по данным переписи 2000 года распределилось следующим образом: 24,9 % — жители младше 18 лет, 6,3 % — между 18 и 24 годами, 24,9 % — от 25 до 44 лет, 28,0 % — от 45 до 64 лет и 15,8 % — в возрасте 65 лет и старше. Средний возраст жителей составил 40 лет. На каждые 100 женщин в Понс-де-Леон приходилось 94,5 мужчин, при этом на каждые сто женщин 18 лет и старше приходилось 92,7 мужчин также старше 18 лет.
Средний доход на одно домашнее хозяйство составил 25 521 доллар США, а средний доход на одну семью — 33 250 долларов. При этом мужчины имели средний доход в 26 339 долларов США в год против 13 750 долларов среднегодового дохода у женщин. Доход на душу населения составил 25 521 доллар в год. 16,9 % от всего числа семей в населённом пункте и 19,3 % от всей численности населения находилось на момент переписи населения за чертой бедности, при этом 22,2 % из них были моложе 18 лет и 19,4 % — в возрасте 65 лет и старше.